# 交会法
交会法（こうかいほう）は、地上測量において、距離測定は行わず方向を視準することのみによって目標点の位置を決めるための測量方法。平板測量でもっともよく用いる。前方交会法・側方交会法・後方交会法がある。

## 前方交会法
- 2点以上の既知点にトランシットまたは平板を置いて目標を視準し、視準方向が交わる点を目標の位置として定める方法である。

## 後方交会法
- 位置を定めようとする点にトランシットまたは平板を置き、3点以上の既知点を視準して位置を定める方法である。
- 既知点を求めようとする点が同一円周上にあるとき、解が不定になる。

## 側方交会法
- 前方交会法と後方交会法を組み合わせたような方法である。